# De wraak van graaf Skarbek
De wraak van graaf Skarbek is een strip tweeluik getekend door Grzegorz Rosiński met scenario van Yves Sente.
De reeks wordt uitgegeven door uitgeverij Dargaud.
De reeks speelt zich af in de kunstenaarswereld van het 19de-eeuwse Parijs, naar het idee van de roman De graaf van Monte-Cristo van Alexandre Dumas. Deze twee stripalbums zijn voor het eerst boven op de potloodschetsen geschilderd, en vormen een stijlbreuk in het werk van Rosiński. In 2006 zei hij in een interview dat het werk aan Skarbek hem het plezier in striptekenen had teruggegeven. Zonder Skarbek zou het slotdeel 29 van de Thorgal-serie (dat hij ook zo schilderde) er volgens hem waarschijnlijk niet gekomen zijn.

## Het Verhaal
Alles draait rond de verdwenen schilder Louis Paulus, wiens werken in het 19e-eeuwse Parijs voor veel geld verkocht worden door de Engelse handelaar handelaar Daniel Northbrook. Op een dag komt echter een Poolse graaf, Mieszko Skarbek aan in Parijs die heel wat nieuwe schilderijen van de verdwenen schilder blijkt te bezitten. Samen met twee klanten van Northbrook die een exclusiviteitscontract hadden op Paulus' werk spannen ze Northbrook een proces aan. Tijdens het proces onthult Mieszko eigenlijk Paulus te zijn die lang geleden verwond en gevlucht was voor Northbrook. Hij nam een schip naar de nieuwe wereld maar kwam in de handen van de piraat Alexandre Delfrance die hem op zijn eiland gevangen besloot te houden. Daar werd hij bevriend met een van Alexandres kapiteins, le Bourbeux. Als hij op dat eiland plots een catalogus van zijn werk in handen krijgt, en merkt hoeveel geld Northbrook aan hem verdient wilde hij overmand door wraak terugkeren en kreeg hiervoor wonderwel toestemming van Alexandre. Zo kwam hij tot dit proces waar hij uiteindelijk Northbrook en zijn klanten in de val lokt. Net als hij het proces lijkt te winnen komt daar echter Frédéric Chopin, de neef van Skarbek ten tonele met een brief waarin hij stelt dat de zogenaamde graaf Skarbek eigenlijk een bedrieger is. De zogenaamde graaf Skarbek probeert nog de rechter te gijzelen maar wordt neergeschoten door iemand uit het publiek. Een nieuwsgierige schrijver gaat hem achterna en komt te weten dat de mysterieuze man le Bourbeux is, die hier kwam om zijn vriend Louis Paulus te wreken, en Alexandre Delfrance die zich hier kwam uitgeven voor Paulus te doden. Als de schrijver vertrekt gaat le Bourbeux echter naar Chopin, waar blijkt dat hij niet le Bourbeux is, maar de echte Louis Paulus wiens vriend le Bourbeux gedood werd door Alexandre. Hij verbrandt al zijn schilderijen en verlaat Parijs.

## Het tweeluik
- Deel 1: Twee gouden handen. (originele titel: Deux mains d'or) verscheen voor het eerst in januari 2004
- Deel 2: Een bronzen hart. (originele titel: Un coeur de bronze) verscheen voor het eerst in november 2005

Een integrale uitgave kwam er in 2009.